# Abdij van Doornzele
De Abdij van Doornzele was een abdij in de tot de Oost-Vlaamse gemeente Evergem behorende plaats Doornzele.
Deze abdij werd in 1234 gesticht en behoorde toe aan de Cisterciënzerinnen. De zusters hielden zich bezig met de landbouw en de ontginning van de streek. In 1578 werd het klooster geplunderd door de beeldenstormers. In 1586 trokken een aantal zusters naar Gent en stichtten daar een nieuwe abdij, gelegen aan de huidige Doornzelestraat 15.
De abdij te Doornzele werd door het Franse bewind opgeheven in 1796, de vestiging te Gent in 1797. In Doornzele werd op het voormalige abdijterrein een park aangelegd.